# Bartholomew Brown
Bartholomew Brown (Sterling, Connecticut, 1772 - Boston, 14 d'abril de 1854) fou un advocat, músic i compositor estatunidenc. Estudià lleis a la Universitat Harvard i exercí d'advocat a Sterling (Connecticut) i Bridgewater (Connecticut). Destacà entre els millors músics nord-americans de la seva època i va compondre gran nombre d'obres de música sacra, que en la seva major part publicà en els Templi Carmina, també anomenats The Bridgewater Collection of Sacred Music (Bridgewater, 1912) per espai de quasi seixanta anys col·laborà en el American Farmer's Almanac, com a encarregat de la secció musical.